# 八幡町 (浜松市)
八幡町（はちまんちょう）は静岡県浜松市中央区の町名。丁番を持たない単独町名である。住居表示未実施。

## 地理
東で野口町、西で元浜町、南で中央一丁目及び常盤町、北で中沢町と接する。

### 学区
- 浜松市立東小学校
- 浜松市立八幡中学校

## 歴史

### 沿革
- 1889年（明治22年）4月1日 - 町村制の施行により、敷知郡八幡村が周辺の村と合併し、敷知郡曳馬下村となる。旧村名は曳馬下村の大字として残る[WEB 7]。
- 1891年（明治24年）6月11日 - 曳馬下村が曳馬村に改称する。
- 1896年（明治29年）4月1日 - 郡制の施行により、曳馬村の所属郡が浜名郡に変更となる。
- 1916年（大正5年）5月1日 - 曳馬村の一部（大字高林の一部・大字野口・大字下池川・大字船越一色・大字中沢・大字八幡・大字上池川）が浜松市に編入される[WEB 7][書籍 1]。
- 1925年（大正14年）5月1日 -  地籍整理により、大字八幡から八幡町に町名変更を実施。また、大字田、大字常盤、大字早馬及び大字野口の各一部を編入。さらに、一部をそれぞれ常盤町、野口町、元浜町、馬込町及び東田町に編入[書籍 2]。
- 1965年（昭和40年）11月1日 - 住居表示の実施に伴い、八幡町の一部が中沢町に編入される[WEB 8]。
- 2006年（平成18年）3月1日 - 八幡町・常盤町・東田町・早馬町・板屋町・野口町・馬込町の各一部を合わせて中央一丁目が成立[WEB 9]。
- 2007年（平成19年）4月1日 - 浜松市が政令指定都市となる。八幡町は中区の一部となる。
- 2020年（令和2年）1月1日 - 地区名を「東地区」から「アクト地区」に変更[WEB 10]。
- 2024年（令和6年）1月1日 - 浜松市の行政区再編により、八幡町は中央区の一部となる。

## 施設
- 遠州鉄道八幡駅
- 浜松八幡宮
- 医療法人社団あずま会平安の森記念病院

## 交通

### 鉄道
- 遠州鉄道線：（新浜松 方面 - ）八幡（ - 西鹿島 方面）

### バス
- 遠鉄バス2早出線（浜松駅 方面 →）八幡西（ → 早出上公園・イオンモール浜松市野 方面）

### 道路
- 浜松市道曳馬中田島線（広小路（八幡町交差点以南）・電車通り（八幡町交差点以北））
- 浜松市道植松和地線（六間道路）
- 浜松市道助信野口線（野口大通り）

## その他

### 警察
警察の管轄区域は以下の通りである。
| 番・番地等 | 警察署         | 交番・駐在所 |
| ---------- | -------------- | ------------ |
| 全域       | 浜松中央警察署 | 柳通交番     |

### 消防
消防の管轄区域は以下の通りである。
| 番・番地等 | 消防署   | 本署/出張所 |
| ---------- | -------- | ----------- |
| 全域       | 中消防署 | 相生出張所  |

### 書籍
1. ↑  『浜松市史 三』浜松市役所、1980年3月26日、350,351頁。
2. ↑  『浜松市史 三』浜松市役所、1980年3月26日、355,356頁。

### WEB
1. ↑  “h02_22.csv”.   総務省 (2022年2月10日). 2024年10月3日閲覧。
2. ↑  “chuouku_menseki.xlsx”.   浜松市 (2024年3月12日). 2024年10月3日閲覧。
3. ↑  “静岡県 浜松市中央区 八幡町の郵便番号 - 日本郵便”.   日本郵便. 2025年2月15日閲覧。
4. ↑  “市外局番の一覧” (PDF).   総務省 (2022年3月1日). 2024年6月16日閲覧。
5. ↑  “事業所案内及び管轄地域（事務所3件、分室3件）”.   一般社団法人静岡県自動車会議所. 2024年6月16日閲覧。
6. ↑  “住居表示実施状況／浜松市”.   浜松市 (2024年1月4日). 2024年6月16日閲覧。
7. 1 2  “historyofcities.pdf”.   静岡県総務部合併推進室・財団法人静岡県市町村振興協会. 2024年9月18日閲覧。
8. ↑  “zissizennzi.pdf”.   浜松市 (2024年1月4日). 2024年6月16日閲覧。
9. ↑  “zissizennzi.pdf”.   浜松市 (2024年1月4日). 2024年6月16日閲覧。
10. ↑  “setaisu-jinkousu_area_r02-01.pdf”.   浜松市 (2020年1月1日). 2024年6月17日閲覧。
11. ↑  “柳通交番｜静岡県警察”.   静岡県警察. 2024年6月16日閲覧。
12. ↑  “消防署の町別管轄「は」／浜松市”.   浜松市 (2024年3月21日). 2024年6月17日閲覧。